# Francesco Ier Acciaiuoli
 Francesco Ier Acciaiuoli (mort  après 1454) est duc titulaire d'Athènes de 1451 à 1454.

## Biographie
Francesco est le fils de Nerio II Acciaiuoli  et de son épouse Chiara Giorgio (morte en 1454) fille de Niccolo Giorgio (mort en 1436). 
À la mort de son père, Francesco Ier devient duc mais, encore mineur, il est placé sous la régence de sa mère. La régente tombe amoureuse d'un patricien vénitien, Bartolomeo Contarini, qu'elle épouse puis associe au trône. Ce dernier, pour se libérer de sa première épouse, n'aurait pas hésiter à se rendre à Venise pour l'assassiner.  
Franco  Acciaiuoli, un fils d'Antonio II Acciaiuoli, vivait à Constantinople où il était devenu l'un des favoris du sultan Mehmet II, il obtient d'être envoyé à Athènes à la tête d'une contingent pour remplacer sur le trône la duchesse soupçonnée de complicité de meurtre. Chiara Giorgio est capturée par les Turcs et mise à mort par strangulation ou décapitée au monastère de Daphni ou à Mégare en 1456 par Franco lui-même selon la tradition. Le petit duc Francesco Ier disparait de l'histoire en même temps que sa mère.

## Sources
- René Grousset, L'Empire du Levant : Histoire de la Question d'Orient, Paris, Payot, coll. « Bibliothèque historique », 1949 (réimpr. 1979), 648 p. (ISBN 978-2-228-12530-7)
- Jean Longnon L’Empire Latin de Constantinople et la Principauté de Morée Payot Paris 1949.